# Gentlemen Prefer Blondes (film, 1928)
Pour plus de détails, voir Fiche technique et Distribution.
Gentlemen Prefer Blondes est un film américain réalisé par Malcolm St. Clair, sorti en 1928.

## Fiche technique
- Titre : Gentlemen Prefer Blondes
- Réalisation : Malcolm St. Clair
- Scénario : John Emerson, Anita Loos et Herman J. Mankiewicz
- Photographie : Harold Rosson
- Montage : Jane Loring et William Shea
- Société de production : Paramount Pictures
- Pays d'origine : États-Unis
- Format : Noir et blanc - 1,33:1 - Film muet
- Genre : comédie
- Date de sortie : 1928

## Distribution
- Ruth Taylor : Lorelei Lee
- Alice White : Dorothy Shaw
- Ford Sterling : Gus Eisman
- Holmes Herbert : Henry Spoffard
- Mack Swain : Sir Francis Beekman
- Emily Fitzroy : Lady Beekman
- Trixie Friganza : Mrs Spoffard
- Blanche Friderici : Miss Chapman
- Eugene Borden : Louis
- Margaret Seddon : la mère de Lorelei
- Chester Conklin : Juge
- René Cardona (non crédité)